# Burg Steinheim (Westfalen)
Die Burg Steinheim ist eine abgegangene Stadtburg des Hochstifts Paderborn im Süden der Altstadt der Stadt Steinheim im Kreis Höxter in Nordrhein-Westfalen.

## Geschichte
Um 1275 erhielt der „Holthof“ der Bischöfe von Paderborn in Steinheim eine Befestigung und wurde danach „unser Schloss Steinheim“ genannt. 1325 verpfändete der Paderborner Bischof Stadt und Schloss Steinheim an den Ritter Heinrich de Wendt. In dem Vertrag wurde der Bau einer festen Burg in dem „Schloss Steinheim“ festgelegt, dessen Kosten sich die Vertragsparteien teilen sollten. 1389 wurde die Pfandschaft wieder eingelöst und ein Amtmann auf der Burg eingesetzt, für den ein Amtshaus errichtet wurde. 1399 wurde die Burg an die Familien von Oeynhausen und von der Borch verpfändet, die das Pfand kurz darauf an Reineke von der Lippe weitergaben. Zwischen 1417 und 1421 wurde die Burg ausgebaut. 1421 war die Familie von Oeynhausen erneut Inhaber des Pfandes über Burg und Stadt. 1504 wurde die Hälfte der Burg vom Kölner Erzbischof als Administrator des Paderborner Bistums eingelöst und an Dietrich von der Borch übergeben. Von 1504 bis 1580 war die Burg an die Familie Amelunxen verpfändet, danach wurde sie durch Amtmänner verwaltet. 1639 erfolgte die Zerstörung der Burg durch schwedische Truppen im Dreißigjährigen Krieg. 1684 hat kein Amtshaus mehr bestanden. 1771 stürzte der einzige erhalten gebliebene Turm, der als Gefängnis genutzt wurde, ein und wurde nicht wieder aufgebaut.

## Beschreibung
Die Burg lag unmittelbar vor dem südwestlichen Tor der mittelalterlichen Stadtbefestigung. Über ihre genaue Gestalt können aufgrund des Fehlens von aussagekräftigen Quellen und archäologischer Untersuchungen keine Angaben gemacht werden. Eine wohl kurz vor 1771 angefertigte Zeichnung zeigt den bald darauf eingestürzten Turm als Bestandteil des Wendttores. Da er mit einem Satteldach versehen war, dürfte es sich ursprünglich eher um ein Wohn- als um ein Wehrturm gehandelt haben. 1622 wurden an Gebäuden das Amtshaus, ein Kornspeicher und ein Schafstall erwähnt.